# Гаубиця
Га́убиця (від чеськ. houfnice через нім. Haubitze, очевидно, через посередництво пол. haubica) — тип артилерійської системи, призначеної переважно для навісної стрільби із закритих вогневих позицій, поза прямою видимістю цілі.
Гаубиці входять до складу військової (у іноземних арміях польової) артилерії, мають калібр від 100 мм і вище, відносно короткий ствол (15-30 калібрів), змінний заряд, достатньо високу скорострільність — від 0,5-1 до 6 пострілів за хвилину (залежно від калібру).
Максимальна дальність стрільби сучасних гаубиць може сягати 40 км і більше.
Більшість сучасних гаубиць самохідні, старі системи мають механічну тягу.

## Історія
Чеське слово houfnice утворене від houf («юрба, натовп, збіговисько»), яке, у свою чергу, походить від сер.-в.-нім. Hūfe чи Houfe (сучасне нім. Haufen) — «купа».
Під час гуситських воєн 1420-1430-х років чехи використовували короткоствольні «гоуфниці» для ведення вогню на ближніх дистанціях по скупченнях піхоти чи атакуючій важкій кавалерії — з метою злякати коней. При короткому стволі вони мали значний калібр, і використовували кам'яну картеч (замість снаряда в ствол засипалося каміння).
У Московській державі гаубиці («гауфниці», «гафуниці») з'явилися в XVI столітті. Первісно довжина канала не перевищувала довжину руки: для зручності заряджання. У середині XVIII ст. з'являються довгі гаубиці — єдинороги, що перебували на озброєнні протягом 100 років.
Ближче до середини XVIII ст. більшість європейських армій починає використовувати, поряд з облоговими, і польові гаубиці. Хоча вони теж могли стріляти при великих кутах піднесення, головною їхньою відмінністю від польових гармат була здатність вести вогонь розривними снарядами (бомбами).

### XIX століття

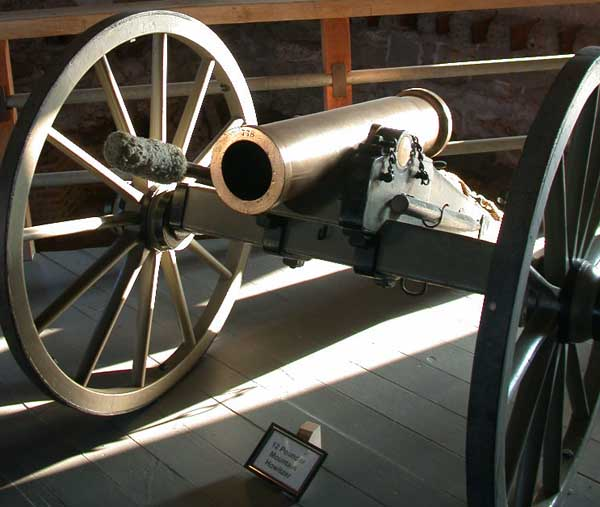
12-фунтова гірська гаубиця XIX століття

У середині XIX століття деякі армії зробили спробу спростити свої артилерійські парки впровадженням гладкоствольних артилерійських установок, призначених для стрільби як розривними снарядами, так і ядрами, які би замінили польові гаубиці і гармати. Найвідомішою з цих гармат-гаубиць був 12-фунтовий «Наполеон» французької розробки, що активно використовувався в Громадянській війні в США.
У 1859 році європейські армії (у тому числі ті, які прийняли на озброєння гармати-гаубиці) почали переозброювати польові батареї нарізними гарматами. Ці нові польові артилерійські установки використовували циліндричні снаряди, які при меншому порівняно зі сферичними ядрами гладкоствольних польових гаубиць калібрі могли містити більшу кількість порохового заряду. Більша дальність стрільби уможливила їм виконувати ті ж самі задачі (такі як вогонь через низькі стіни), які первісно потребували використовування гладкоствольних польових гаубиць з крутими траєкторіями польоту снарядів. З огляду на це військове керівництво не бачило сенсу в заміні гладкоствольних польових гаубиць нарізними, вирішивши зовсім відмовитися від польових гаубиць і залишити одні нарізні польові гармати.
В облоговій війні впровадження нарізної зброї мало зворотний ефект. У 1860-х роках артилерійські офіцери виявили, що нарізні облогові гаубиці (значно більші за польові) були ефективнішим засобом руйнування стін (зокрема з додатковим захистом), ніж гладкоствольні облогові гармати чи мортири. Отже, у той час як гаубиці зникли з польових батарей, нарізні гаубиці впроваджувалися в облогових парках і фортецях. Найлегші з них (пізніше відомі як легкі облогові гаубиці) мали калібр близько 150 мм і вистрілювали шрапнельні снаряди вагою 40-50 кг. Найважчі (пізніше відомі як середні облогові гаубиці) мали калібр 200—220 мм і вистрілювали снаряди вагою близько 100 кг.

### XX століття

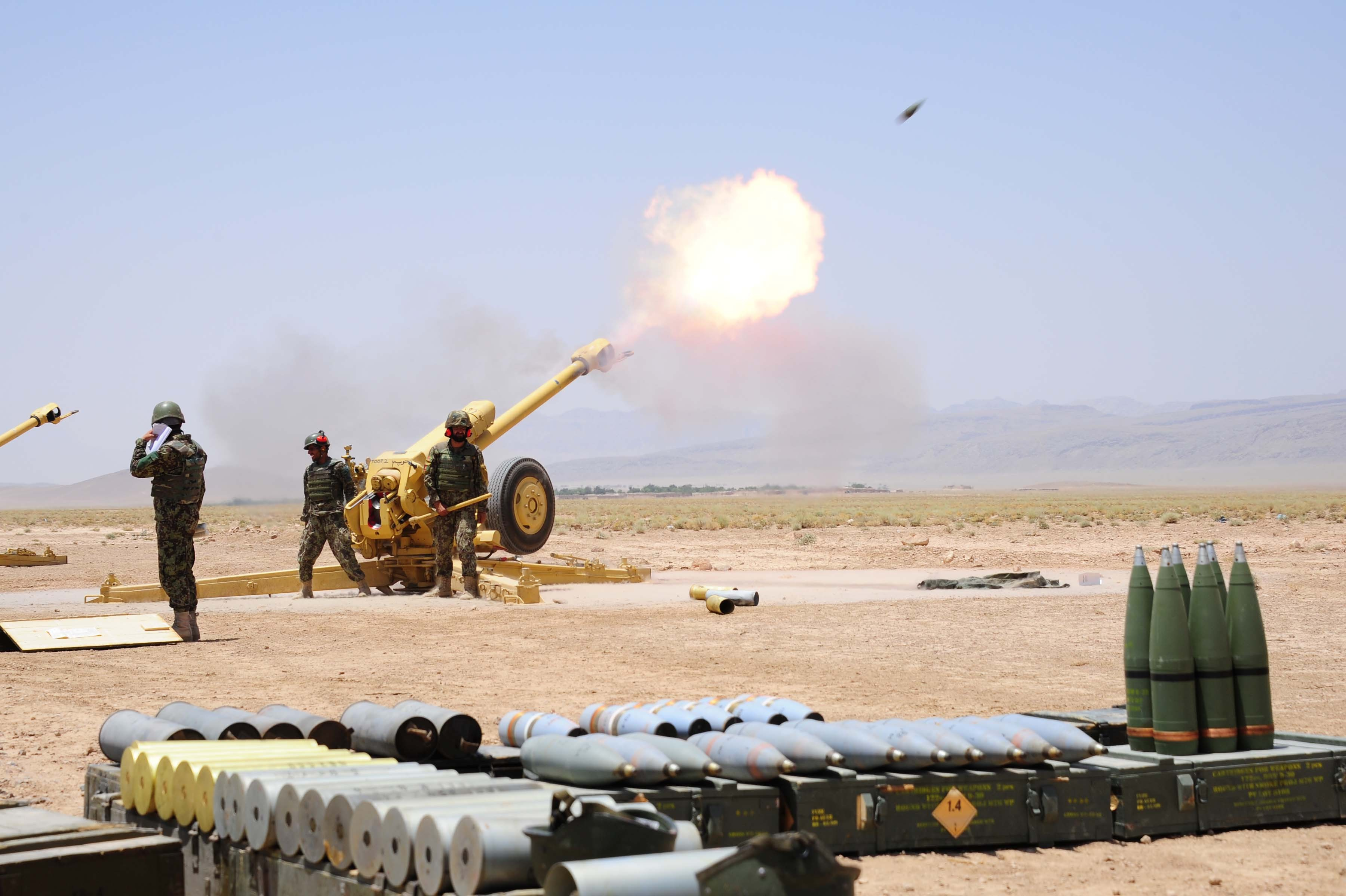
122-мм гаубиця Д-30 веде артилерійський вогонь

На початок XX століття відмінності між гарматами і гаубицями були відносними, частіше за все вони розрізнялися таким чином:
- Гармата — більша початкова швидкість і більша дальність польоту снаряда, односкладовий метальний заряд, максимальне підвищення менш ніж 35°
- Гаубиця — менша початкова швидкість і менша дальність польоту снаряда, багатоскладовий метальний заряд, максимальне підвищення більш ніж 45°.

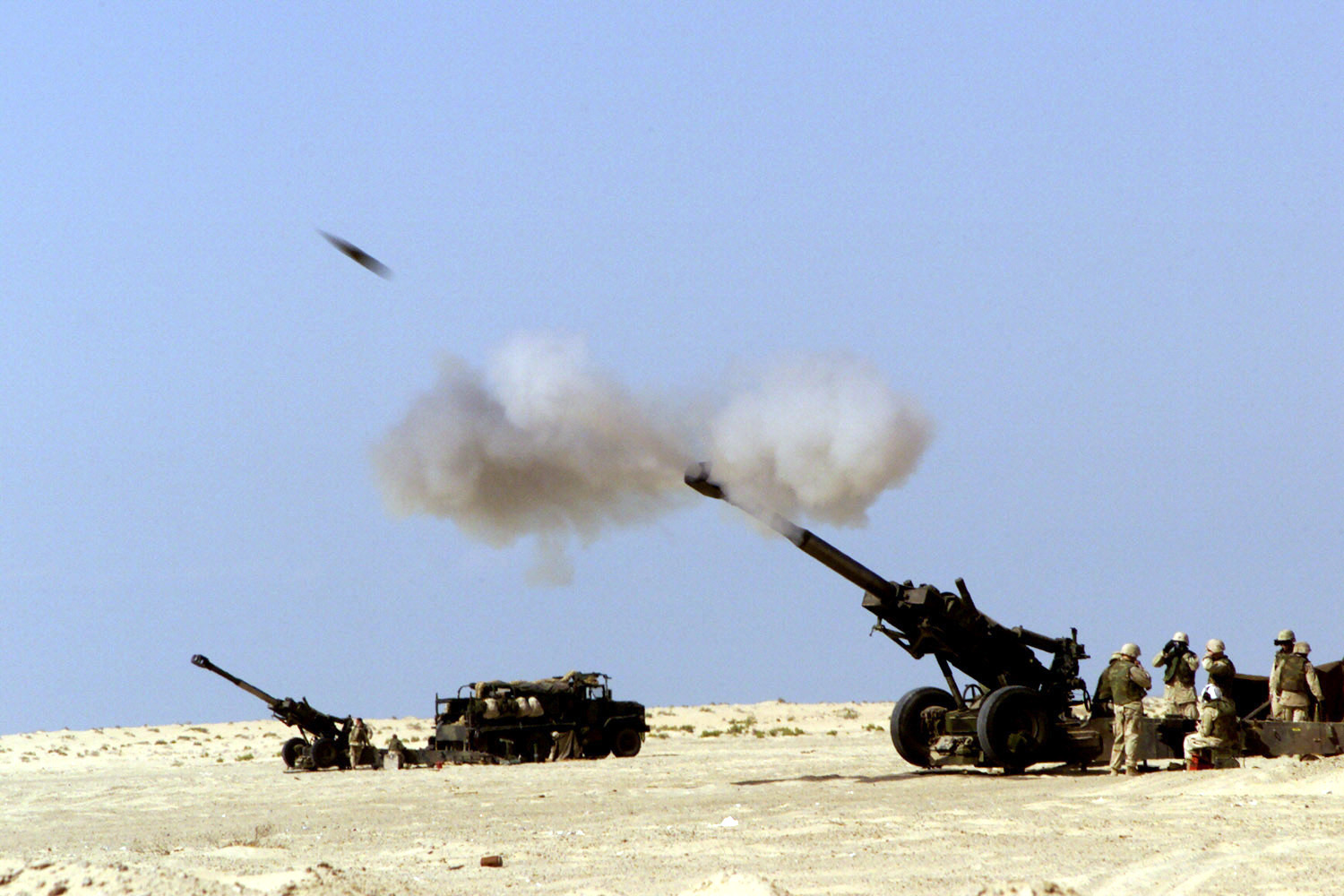
Американські гаубиці M198 ведуть артилерійський вогонь

Встановлення траншейної війни через кілька місяців після початку Першої Світової різко підвищило роль гаубиць як засобу ведення вогню по крутій траєкторії. Вони були краще пристосовані для стрільби з більшими кутами піднесення, що уможливлювало добиватися враження цілей в окопах з майже вертикального льоту, з більшими обсягами зарядів і значно меншим зношенням стволів. Німецька армія була набагато краще споряджена гаубицями, ніж французька.

### XXI століття
У січні 2022 року стало відомо, що на вогневих випробуваннях випущений із CAESAR коригований снаряд Excalibur знищив прямим влученням дві цілі на відстані 46 км.